# Seibu Prince Rabbits
Seibu Prince Rabbits byl japonský hokejový klub hrající japonskou a později asijskou hokejovou ligu. Tým hrál v DyDo Drinco Areně, jeho barvami byla bílá a modrá.

## Historie
Tým byl založený v Karuizawě v roce 1972 postupně hrál v různých městech pod různými jmény:
- 1972 - 1984 - Kokudo Keikaku Ice Hockey Club (Karuizawa, prefektura Nagano)
- 1984 - 1991 - Kokudo Keikaku Ice Hockey Club (Šinagawa, Tokio)
- 1991 - 1992 - Kokudo Keikaku Ice Hockey Club (Jokohama, prefektura Kanagawa)
- 1992 - 2003 - Kokudo Ice Hockey Club (Jokohama, prefektura Kanagawa)
- 2003 - 2006 - Kokudo Ice Hockey Club (Nišitókjó, Tokio)
- 2006 - 2009 - Seibu Prince Rabbits (Nišitókjó, Tokio)

Klub měl také ženský tým Seibu Princess Rabbits. Vzhledem k ekonomické situaci a ke klesající popularitě hokeje byl tým 31. března 2009 rozpuštěn.

## Úspěchy
Asijská liga
- Vítězové (2): 2004-05, 2005-06

Japonská liga
- Vítězové (13): 1974-75, 1977-78, 1985-86, 1988-89, 1991-92, 1992-93, 1994-95, 1997-98, 1998-99, 2000-01, 2001-02, 2002-03, 2003-04

Všejaponský šampionát
- Vítězové (11): 1975, 1982, 1988, 1990, 1997, 1998, 1999, 2003, 2004, 2008, 2009

## Významní hráči
- Hirojuki Miura – vůbec první japonský hráč, který byl povolán do NHL
- Jutaka Fukufudži – stal se prvním japonsky rozeným hráčem, který se objevil v NHL
- Juhani Tamminen – jedním z nejkontroverznějších trenérů ledního hokeje ve Finsku (finská hokejová síň slávy)